# François Dupuy-Montbrun
François Jean Alexandre Dupuy-Montbrun est un homme politique français né le 4 mars 1746 à Saint-André-de-Vézines (Aveyron) et décédé le 1er avril 1792 à Paris.

## Biographie
Commandant de la garde nationale de Montauban, il doit faire face à un soulèvement des protestants en 1790. Devenu maréchal de camp, il est député du Lot de 1791 à 1792, siégeant dans la majorité.

## Sources
- Ressource relative à la vie publique :   - Base Sycomore
- « François Dupuy-Montbrun », dans Adolphe Robert et Gaston Cougny, Dictionnaire des parlementaires français, Edgar Bourloton, 1889-1891 [détail de l’édition]